# エドゥアルド・ナシメント・コスタ
エドゥアルド・ナシメント・コスタ（Eduardo Nascimento Costa、1982年9月23日 - ）は、ブラジル出身の元同国代表サッカー選手。ポジションはMF (DH) 。

## 経歴
一時はコパ・アメリカ、FIFAコンフェデレーションズカップと続けてエントリーするほどの代表の常連であった。